# Корради, Бернардо
Бернардо Корради (итал. Bernardo Corradi; род. 30 марта 1976 года в Сиене, Италия) — итальянский футболист, нападающий. Выступал за сборную Италии.

## Клубная карьера
Бернардо начинал свою карьеру в клубе своего родного города «Сиена». В 1994 году он пополнил состав скромного клуба «Поджибонси». После двух сезонов в этой команде Бернардо провёл один сезон в «Понсаччо», откуда попал в более именитый «Кальяри». В составе «Кальяри» молодой форвард провёл всего двадцать два матча без забитых голов и в основном выступал за более скромные команды на правах аренды. С 2000 по 2002 год он результативно играл за веронский «Кьево», где его приметили селекционеры «Интера», искавшие замену Роналдо. Однако Бернардо провёл лишь один матч в составе миланского клуба и перешёл в «Лацио», будучи частью сделки по покупке Эрнана Креспо. В «Лацио» Корради составил мощную атакующую связку с Клаудио Лопесом. Блестящая игра этих форвардом принесла римскому клубу победу в кубке Италии 2004 года. В 2004 году «Валенсия» купила двух ведущих игроков «Лацио», Бернардо и Стефано Фьоре. Бернардо играл регулярно, пока главный тренер Клаудио Раньери не был отправлен в отставку. Тогда форвард отправился на правах аренды в «Парму». 20 июля 2006 года Бернардо был продан в «Манчестер Сити». В своём дебютном сезоне он выступал регулярно, но во втором был отправлен в аренду в знакомую ему «Парму». Затем он покинул «Манчестер Сити» и вернулся в Италию, где один сезон провёл в «Реджине» и два в «Удинезе». В удинской команде Бернардо в основном выходил на замену и забил всего один мяч. 3 марта 2012 года ветеран перебрался в «Монреаль Импакт», где провёл всего одиннадцать встреч. 7 декабря 2012 года он покинул клуб.

## Карьера в сборной
Он провёл тринадцать матчей и забил два гола за национальную сборной Италии. В основном Бернардо подменял Кристиана Вьери. Корради принимал участие на Чемпионате Европы по футболу 2004, где сыграл один матч. Вскоре Корради вытеснили из сборной форварды Лука Тони и Альберто Джилардино.

### Статистика выступлений за сборную Италии
| №  | Дата             | Соперник            | Счёт | Голы Корради | Турнир            |
| 1  | 12 февраля 2003  | Португалия          | 1:0  | 1            | Товарищеский матч |
| 2  | 29 марта 2003    | Финляндия           | 2:0  | 0            | Отбор Евро 2004   |
| 3  | 30 апреля 2003   | Швейцария           | 2:1  | 0            | Товарищеский матч |
| 4  | 3 июня 2003      | Северной Ирландии   | 2:0  | 1            | Товарищеский матч |
| 5  | 11 июня 2003     | Финляндия           | 2:0  | 0            | Отбор Евро 2004   |
| 6  | 20 августа 2003  | Германия            | 1:0  | 0            | Товарищеский матч |
| 7  | 10 сентября 2003 | Сербия и Черногория | 1:1  | 0            | Отбор Евро 2004   |
| 8  | 18 февраля 2004  | Чехия               | 2:2  | 0            | Товарищеский матч |
| 9  | 31 марта 2004    | Португалия          | 2:1  | 0            | Товарищеский матч |
| 10 | 28 апреля 2004   | Испания             | 1:1  | 0            | Товарищеский матч |
| 11 | 30 мая 2004      | Тунис               | 4:0  | 0            | Товарищеский матч |
| 12 | 22 июня 2004     | Болгария            | 2:1  | 0            | Евро 2004         |
| 13 | 4 сентября 2004  | Норвегия            | 2:1  | 0            | Отбор ЧМ 2006     |

Итого: 13 матчей / 2 гола; 10 побед, 3 ничьи, 0 поражений.

## Достижения
- Обладатель Кубка Италии: 2004
- Обладатель Суперкубка Европы: 2004